# Ménilmontant (métro de Paris)
Pour les articles homonymes, voir Ménilmontant.
Ménilmontant est une station de la ligne 2 du métro de Paris, située à la limite des 11e et 20e arrondissements de Paris.

## Situation
La station est établie à la limite administrative entre le quartier de la Folie-Méricourt au nord-ouest, le quartier Saint-Ambroise au sud-ouest, le quartier de Belleville au nord-est et le quartier du Père-Lachaise au sud-est. Elle se situe sous l'extrémité nord du boulevard de Ménilmontant à sa jonction avec le boulevard de Belleville qu'il prolonge, à l'intersection avec la rue de Ménilmontant et la rue Oberkampf, où se trouve la place Jean-Ferrat. Approximativement orientée selon un axe nord-ouest/sud-est, elle s'intercale entre les stations Couronnes et Père Lachaise.

## Histoire
La station est ouverte le 31 janvier 1903 avec la mise en service du deuxième prolongement de la ligne 2 Nord, depuis Anvers jusqu'à Rue de Bagnolet (actuelle station Alexandre Dumas) ; cette ligne deviendra plus simplement la ligne 2 le 17 octobre 1907 à la suite de l'absorption de la ligne 2 Sud (correspondant à une large part de l'actuelle ligne 6) par la ligne 5 le 14 octobre précédent.
Elle doit sa dénomination à son implantation à l'intersection du boulevard de Ménilmontant d'une part et de la rue de Ménilmontant d'autre part, voies faisant référence à l'ancien village de Ménilmontant. La première le longeait par l'ouest, tandis que la seconde en constituait la rue principale.
Le 10 août 1903, la station est l'un des lieux du plus grave accident du métro de Paris. L'incendie d'une rame en bois, pourtant vidée de ses voyageurs, provoque la mort de sept personnes dans la station, mais la propagation des fumées toxiques et de la chaleur vers la station voisine Couronnes entraîne 77 autres victimes par asphyxie, ce qui élève le bilan humain à 84 morts.
Dans le cadre du programme « Renouveau du métro » de la RATP, les quais de la station et la salle de distribution des titres de transport sont entièrement rénovés dans le courant des années 2000.
Le 9 octobre 2019, la moitié des plaques nominatives sur les quais de la station sont provisoirement remplacées par la RATP afin de célébrer le 60e anniversaire d'Astérix et Obélix, comme dans onze autres stations sur le réseau. Reprenant notamment la typographie caractéristique de la bande dessinée de René Goscinny et Albert Uderzo, Ménilmontant est humoristiquement renommée « Menhirmontant » en référence au film d'animation Astérix et le Coup du menhir, sorti en 1989.

### Fréquentation
Selon les estimations de la RATP, la station a vu entrer 3 943 809 voyageurs en 2019, ce qui la place à la 120e position des stations de métro pour sa fréquentation sur 302,. En 2020, avec la crise du Covid-19, son trafic annuel tombe à 2 171 543 voyageurs, ce qui la classe alors au 111e rang, avant de remonter progressivement en 2021 avec 2 847 264 entrants comptabilisés, la reléguant cependant à la 118e position des stations du réseau pour sa fréquentation cette année-là.

## Services aux voyageurs

### Accès
La station dispose d'un unique accès intitulé « Boulevard de Ménilmontant », débouchant sur la place Jean-Ferrat à l'extrémité du terre-plein central du boulevard précité, au droit du no 137 de ce dernier. Constitué d'un escalier fixe, il est orné d'un édicule Guimard, lequel fait l'objet d'une inscription au titre des monuments historiques par l'arrêté du 29 mai 1978, protection renouvelée le 12 février 2016.

Accès à la station
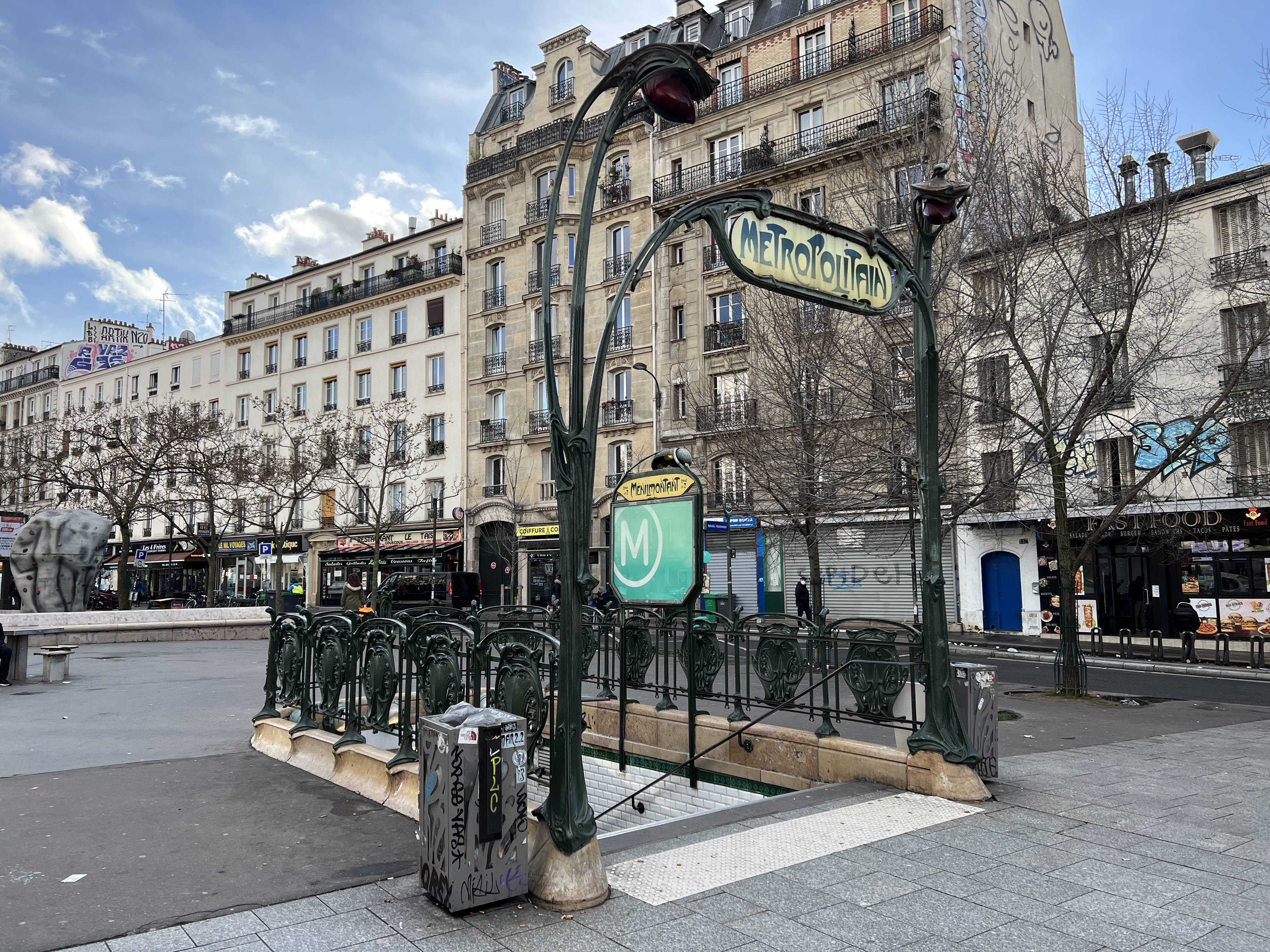
L'unique entrée de la station.
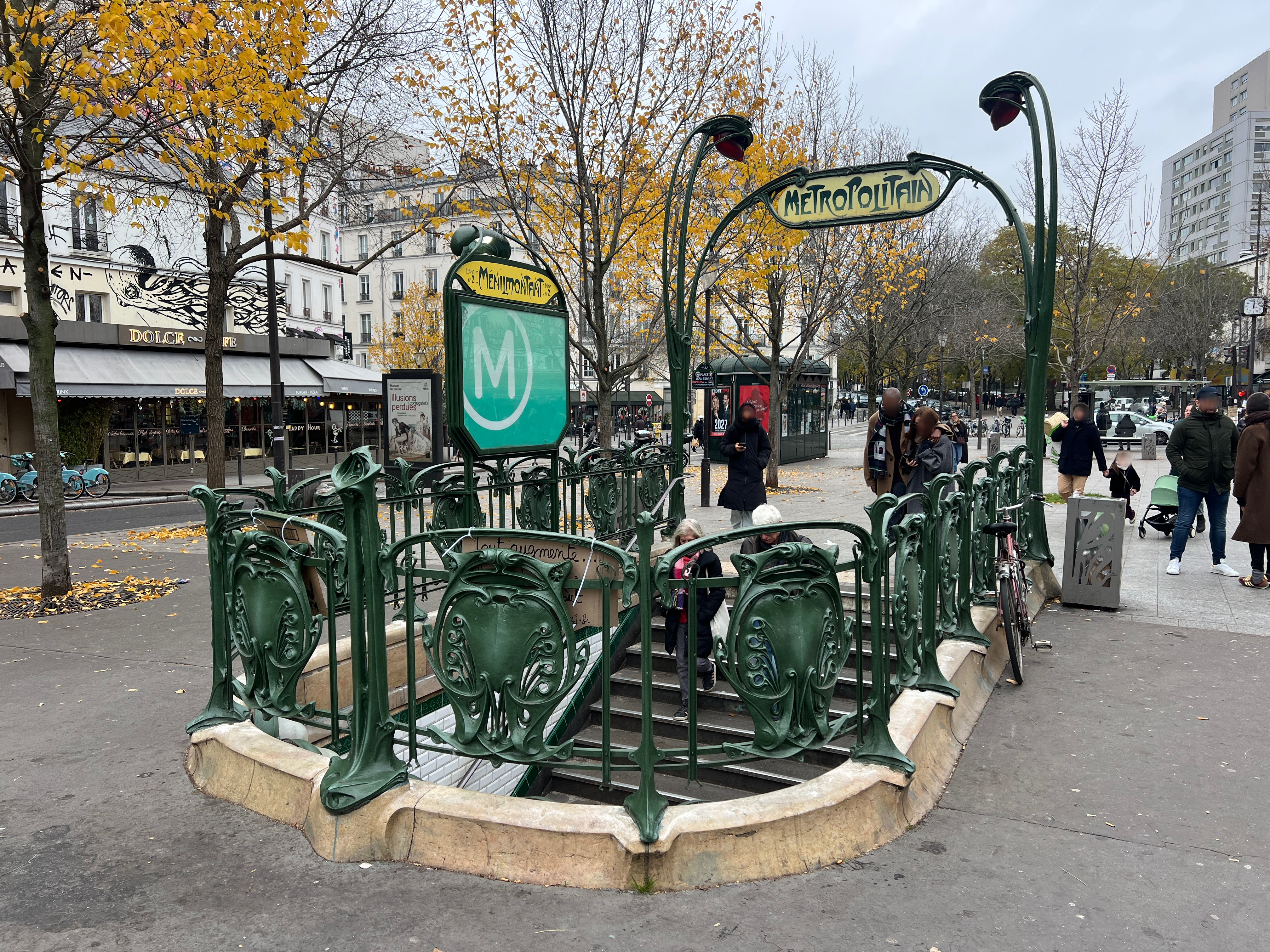
Vue arrière de l'édicule d'accès.
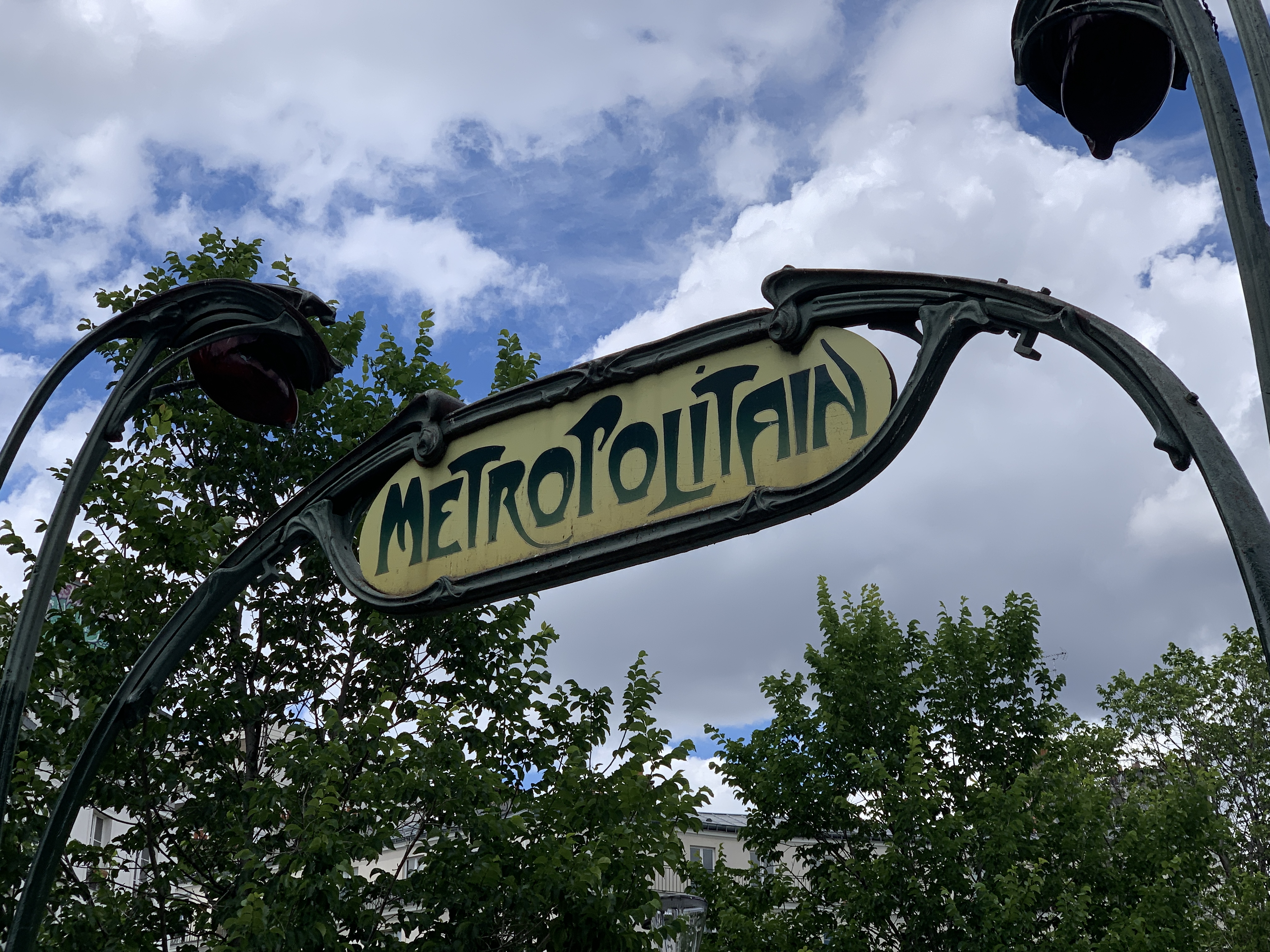
Détail du portique de l'édicule Guimard.

### Quais
Ménilmontant est une station en légère courbe de configuration standard pour le métro de Paris : elle possède deux quais, d'une longueur conventionnelle de 75 mètres, séparés par les voies du métro situées au centre et la voûte est elliptique. La décoration est une variante du style utilisé pour la majorité des stations du métro, avec des carreaux en céramique blancs biseautés recouvrant les piédroits, la voûte ainsi que les tympans, tandis que l'éclairage est assuré par deux bandeaux-tubes suspendus. Les cadres publicitaires sont métalliques et le nom de la station est inscrit en police de caractères Parisine sur des plaques émaillées. Les sièges de style « Motte » sont de couleur bleue.

Quais de la station
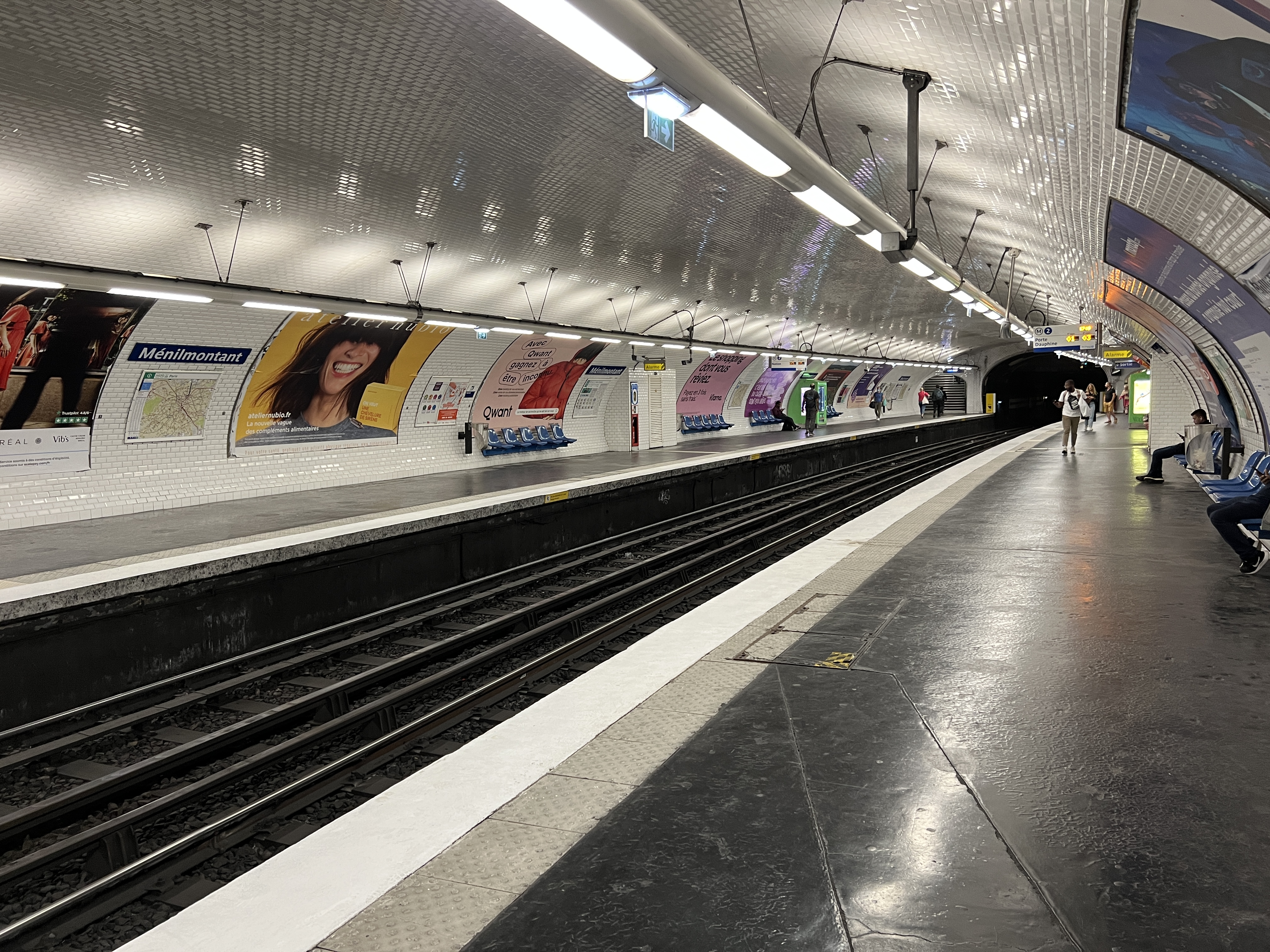
Vue des quais en direction de Porte Dauphine.
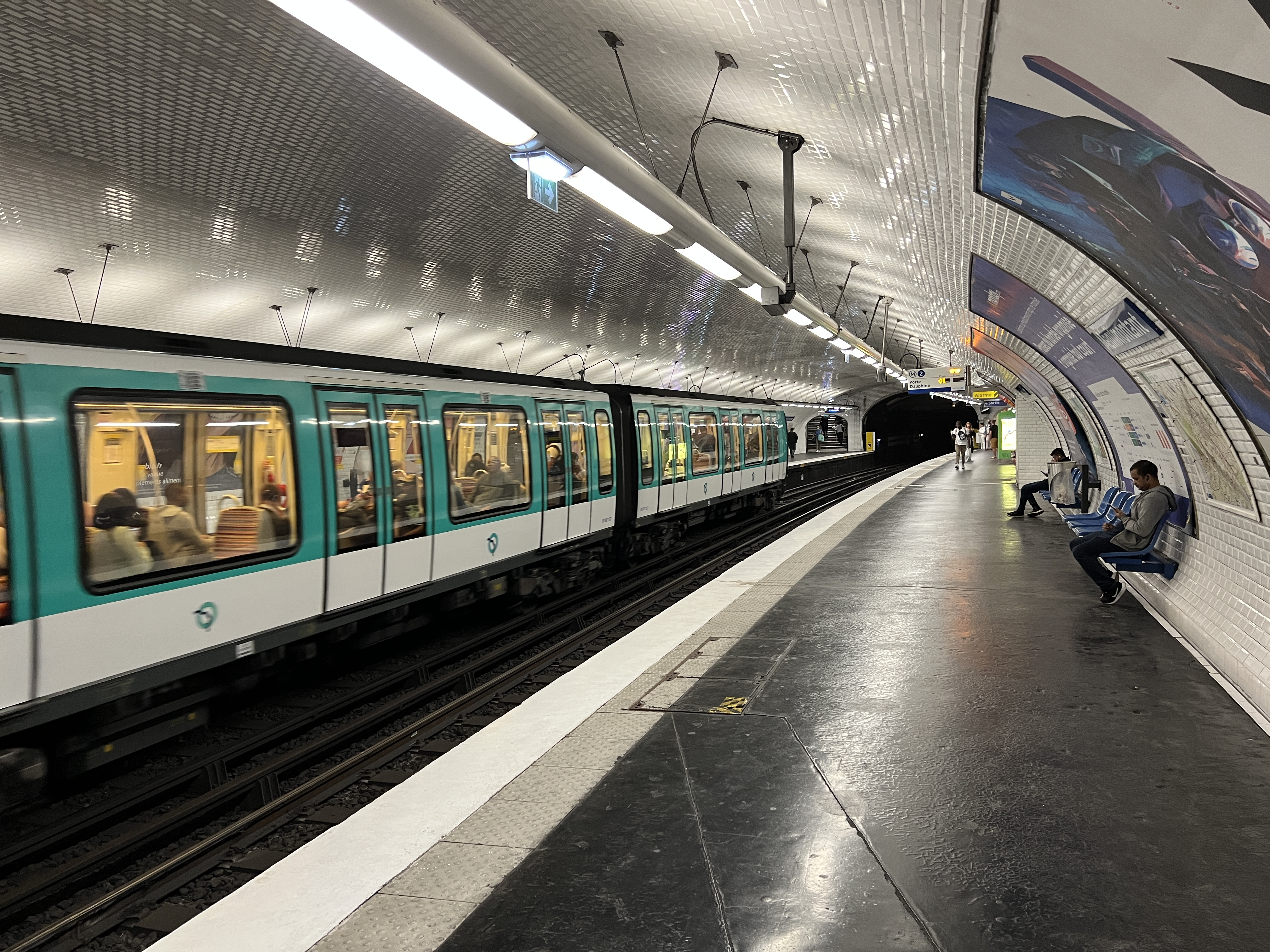
Départ d'une rame MF 01 en direction de Nation.
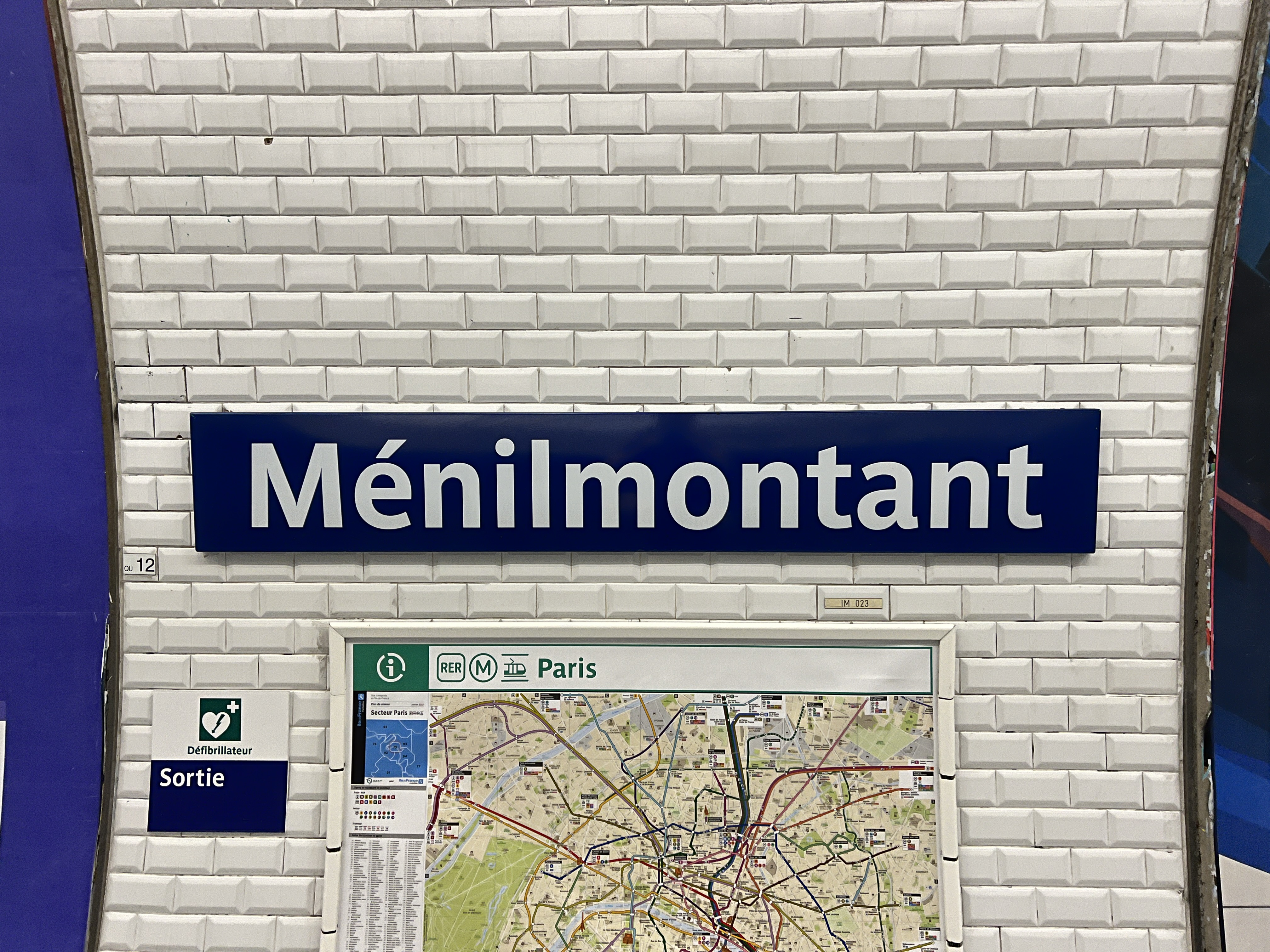
Plaque émaillée indiquant le nom de la station.

### Intermodalité
La station est desservie par les lignes 20, 71 et 96 du réseau de bus RATP et, la nuit, par les lignes N12 et N23 du réseau de bus Noctilien.

## À proximité
- Versant occidental du quartier de Ménilmontant
- Rue Oberkampf (populaire et bien desservie, elle bénéficie d'une animation appréciée des Parisiens)
- Jardin Jane-Avril
- Musée Édith-Piaf
- Jardin Maronites - Pressoir
- Église Notre-Dame-de-la-Croix de Ménilmontant
- Jardin Toussaint-Louverture (anciennement square des Amandiers)
- Les Plateaux sauvages
- Petite Ceinture du 20e
- Square Élisa-Borey
- Square du Sergent-Aurélie-Salel
- La Maroquinerie
- La Bellevilloise